# Ернст Владислаус фон Дьонхоф
Ернст Владислаус фон Дьонхоф (на немски: Ernst Wladislaus Graf von Dönhoff; * 26 ноември 1672 в Кьонигсберг, Прусия; † 10 юни 1729 в Берлин) от благородническия род фон Дьонхоф е граф и бранденбургски-пруски генерал-лейтенант.
Той е третият син на граф Фридрих фон Дьонхоф (1639 – 1696), бранденбургски-пруски генерал-лейтенант, и съпругата му фрайин Елеонора Катарина Елизабет фон Шверин (1646 – 1696), дъщеря на фрайхер Ото фон Шверин (1616 – 1679) и Елизабет София фон Шлабрендорф (1620 – 1656).
Ернст Владислаус започва военната си кариера през 1686 г. като капитан в полка „Анхалт“. На 27 октомври 1690 г. е повишен на майор и като такъв е през 1696 г. е командир на батальон „Анхалт-Десау“. През 1690/97 г. той участва във войната против Франция и през 1696 г. става полковник-лейтенант. През 1698 г. той е полковник и през 1699 г. камерхер на служба при курфюрст Фридрих III. През 1704 г. той е командир на полка „Хесен-Касел“ и се бие отново против Франция. На 15 януари 1705 г. той е повишен на генерал-майор. На 3 април 1713 г. пруският крал Фридрих I го прави шеф на новообразувания сухопътен полк, наречен „Фон Дьонхоф“. Като генерал-лейтенант той участва 1715 г. при обсадата на Щралзунд и от средата на януари 1723 г. също е губернатор на Колберг.
Ернст Владислаус фон Дьонхоф умира неженен и е погребан на 20 юни 1724 г. в Гарнизонската църква в Берлин. Той е наследствен господар на имотите в Марклавка (Марклак) в Източна Прусия и комтур на Йоанитския орден в Швидв (Шивелбайн).